# Gilbert Diendéré
Gilbert Diendéré (Burkina Faso, 1960) è un generale burkinabé.

## Biografia
Diendéré nacque nel 1960. Fu accusato di aver preso parte, nel 1987, al colpo di Stato che portò all'uccisione di Thomas Sankara.
Durante il lungo mandato presidenziale di Blaise Compaoré, fu Capo di Stato Maggiore e capo del Reggimento di sicurezza presidenziale. Fu licenziato alla fine del 2014, dopo la cacciata di Compaoré.
Il 17 settembre 2015, a seguito di un colpo di Stato che portò alla deposizione del presidente Michel Kafando e del primo ministro Yacouba Isaac Zida, venne nominato Presidente del Consiglio Nazionale della Democrazia del Burkina Faso e instaurò un regime militare.
Il 22 settembre, i militari golpisti e il governo di transizione riuscirono a trovare un accordo, ponendo così fine al colpo di Stato. Lo stesso Diendéré riconobbe il fallimento del golpe, ritenendolo "un'inutile perdita di tempo, di risorse e di vite umane". Il giorno successivo, Kafando fu liberato e tornò ad esercitare la sua carica, mentre le truppe del RSP tornarono alla loro base.
Dopo che l'esercito assaltò la base del RSP, Diendéré si rifugiò presso l'ambasciata del Vaticano. Il governo assicurò alla Santa Sede che il generale non sarebbe stato ucciso ma solo preso in custodia cautelare, cosa che avvenne il 1º ottobre. Cinque giorni più tardi, fu incriminato per "attentato alla sicurezza nazionale" assieme all'ex ministro degli affari esteri Djibrill Bassolé.
Dopo il colpo di Stato in Burkina Faso del gennaio 2022 il processo contro di lui è stato sospeso e Diendéré è stato rilasciato.